# Chapitre général cistercien
Pour les articles homonymes, voir Chapitre Général.
Le chapitre général cistercien est l'instance suprême de gouvernement de l'ordre cistercien et de ses branches dérivées. Institué durant les premières années de la grande expansion cistercienne, en 1119, il se perpétue jusqu'à la Révolution française. Après 1815, les différentes branches cisterciennes adoptent chacune un principe de chapitre général qui fonctionne encore au début du XXIe siècle.

## Histoire

### Jusqu'à la Révolution française
Le chapitre général de l'ordre cistercien originel est institué par la Carta Caritatis (« Charte de Charité ») rédigée par Étienne Harding en 1119. Il est annuel, se tient à Cîteaux sous la direction de son abbé, et tous les abbés ont obligation formelle d'y participer. Un abbé absent sans de très bonnes raisons peut être automatiquement déposé,. Jusque vers 1200, c'est plutôt un organe d'information et de communication. Mais, à partir du début du XIIIe siècle, il acquiert un pouvoir décisionnaire y compris sur des prérogatives relevant alors de l'abbé, comme la décision pour une abbaye de fonder une abbaye-fille.
Durant le chapitre général, un ordre de préséance assez rigoureux encadrait notamment les ordres de passage et les prises de parole.
Les recherches historiques depuis 1968 (notamment de Jean-Baptiste van Damme et de Bernard Lucet) montrent qu'avec la très rapide multiplication des fondations au cours du XIIe siècle, les abbayes primaires avaient tendance à rassembler dans leur filiation des soutiens afin de s'opposer avec plus de poids aux directives venant de l'abbé de Cîteaux.
Dans la pratique, la salle capitulaire de Cîteaux avait une capacité lui permettant d'accueillir environ trois cent moines. Or, en 1250, l'abbaye compte simultanément 647 abbayes masculines, sans compter les monastères féminins, dont les abbesses ont eu durant un certain temps chapitre commun avec les hommes.

### Depuis la Révolution
Le pouvoir ecclésiastique de gouvernement de l’Ordre dépend du chapitre général à qui il incombe de définir le droit des moines et des moniales et de veiller à son application. Tous les abbés et toutes les abbesses se réunissent à date fixe pour veiller à l’observance et au maintien de la sainte règle, au maintien de son patrimoine, à la conservation et l’accroissement de l’Ordre. Réunis en chapitre général, l’abbé général, les supérieurs et les supérieures des monastères autonomes, les conseillers et les conseillères de l’abbé général constituent son autorité suprême. Ils ont obligation d’y participer avec droit de vote. Le chapitre peut y inviter d’autres membres de l’Ordre et leur donner droit de vote.
Il revient au chapitre général :
- d’approuver ou de supprimer les fondations de monastères, d’incorporer ou de supprimer des monastères de moines, d’incorporer des monastères de moniales, de demander au Saint-Siège leur suppression,
- d’élire l’abbé général et d’accepter sa démission,
- d’élire les officier(e)s de l’Ordre et de veiller à l’exercice de leurs charges, d’accepter leur démission ou, le cas échéant, de les déposer,
- d’accepter aussi la démission des abbés et des abbesses ou de déposer les abbés[7].